# Aplidium brevilarvacium
Aplidium brevilarvacium är en sjöpungsart som beskrevs av Kott 1963. Aplidium brevilarvacium ingår i släktet Aplidium och familjen klumpsjöpungar. Inga underarter finns listade i Catalogue of Life.